# Joe Natuman

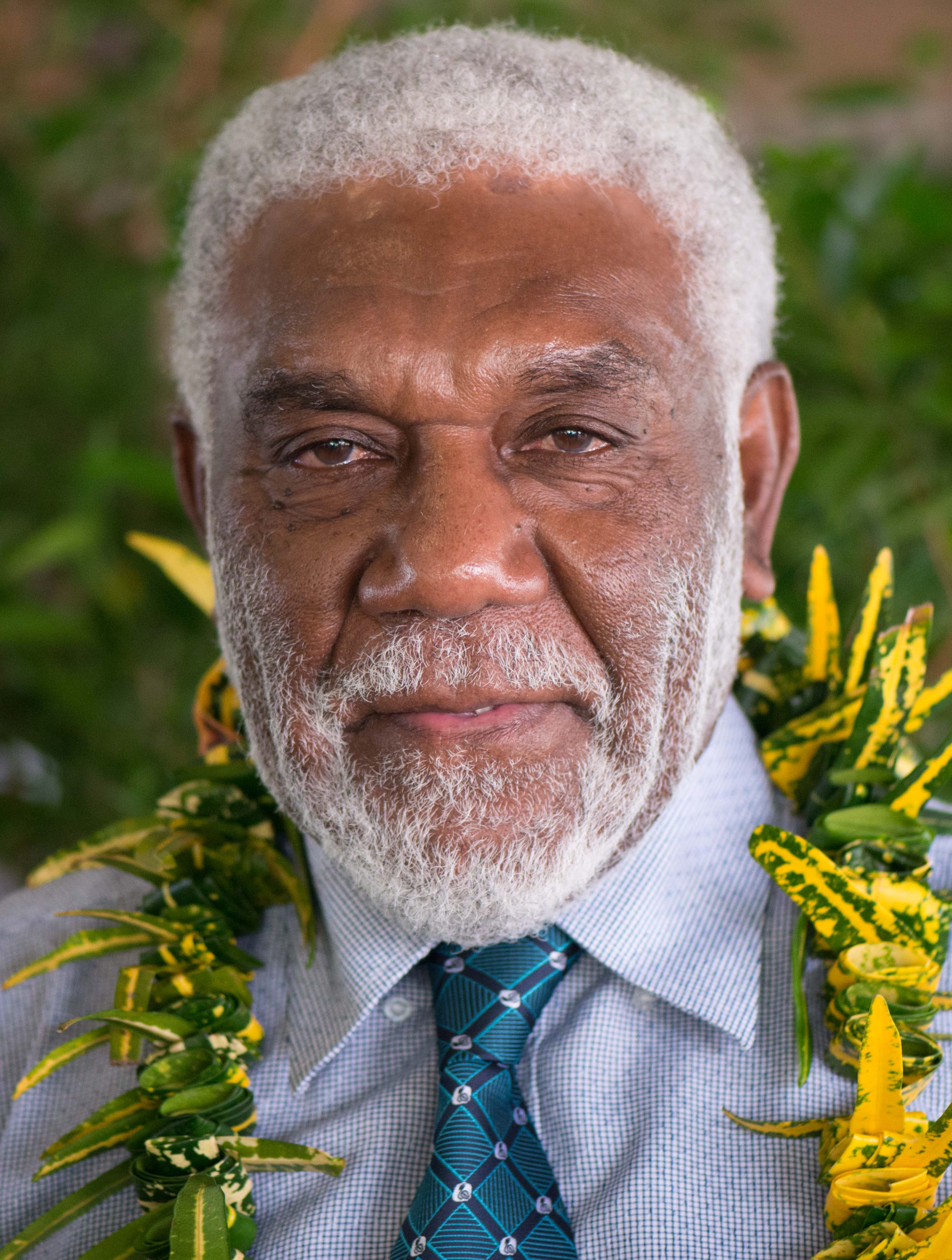
Joe Natuman (2014)

Joe Natuman (* 24. November 1952) ist ein Politiker und war von 2014 bis 2015 Premierminister von Vanuatu.

## Biografie
Nach dem Besuch der Lenakel Primary School, der Onesua High School sowie des Malapoa and Tafea College absolvierte er ein Studium an der University of the South Pacific (USP) in Suva sowie an der Universität von Papua-Neuguinea (University of PNG) in Port Moresby, das er mit einem Bachelor of Arts (B.A.) abschloss.
Nach der Beendigung des Studiums wurde er Mitarbeiter in der Verwaltung von Vanuatu und war 1980 nacheinander zunächst Zweiter Sekretär im Ministerium für öffentliche Verwaltung und danach Sekretär für Public Relations im Büro des Chefministers Walter Hadye Lini. Danach wurde er 1982 Stellvertretender Sekretär für Auswärtige Angelegenheiten mit besonderer Zuständigkeit für Australien und den Südpazifik, ehe er 1983 Privatsekretär von Premierminister Lini wurde. 1987 erfolgte seine Ernennung zum Ersten Sekretär im Büro des Premierministers. Zuletzt war er zwischen 1991 und 1995 Stellvertretender Leiter der Registratur der University of the Pacific in Suva.
Seine politische Laufbahn begann Natuman 1996, als er als Kandidat der Vanua'aku Pati (VP) zum Mitglied des Parlaments gewählt wurde und seitdem den Wahlkreis Tanna vertritt. Bei den Parlamentswahlen 1998 und 2002 erhielt er von sieben zu wählenden Abgeordneten dieses Wahlbezirks jeweils das beste Einzelergebnis.
Unmittelbar nach seiner Wahl wurde er 1996 Minister für Justizdienste, Kultur und Frauenangelegenheiten in der Regierung von Premierminister Serge Vohor. 1997 wurde er von diesem im Rahmen einer Regierungsumbildung zum Minister für Ländereien, Energie, Geologie und Bergbau ernannt sowie danach im Jahr 1998 zum Erziehungsminister.
Später wurde er am 3. Juni 2002 Innenminister im Kabinett von Premierminister Edward Natapei, der neben ihm Serge Vohor als stellvertretender Premierminister und Außenminister sowie Sela Molisa als Finanzminister angehörten. In dieser Funktion drohte er im April 2003 dem Stadtrat der Hauptstadt Port Vila mit der Einsetzung eines Regierungskommissars wegen Missmanagement in der Stadtregierung, Überbezahlung vereinzelter Stadträte sowie Anhaltspunkten von Misswirtschaft. Im Frühjahr 2004 verließ er mit anderen prominenten Führungspersönlichkeiten wie dem früheren Premierminister Donald Kalpokas zeitweise die Vanua'aku Pati. Bei der Parlamentswahl vom 5. Juli 2004 wurde er jedoch als Kandidat der VP wieder zum Vertreter des Wahlbezirks Tanna zum Abgeordneten gewählt, wobei er von den sieben zu wählenden Vertretern die meisten Stimmen erhielt.
Im Dezember 2004 wurde er als Erziehungsminister sowie Vorsitzender der Nationalen Kommission für die UNESCO in die Regierung von Premierminister Ham Lini berufen. In dieser Zeit fanden Neu- und Umbaumaßnahmen an den weiterführenden Schulen wie dem Tafea College statt. Am 29. Juli 2007 wurde er von Lini bei einer Kabinettsumbildung zum Innenminister ernannt, während George Wells das Amt des Außenministers übernahm.
Nachdem Natapei am 22. September 2008 wieder Premierminister wurde, übernahm Natuman zunächst das Amt des Ministers für Ländereien sowie des Gesundheitsministers. Im Rahmen einer Regierungsumbildung wurde er am 19. Juni 2009 Nachfolger von Pakoa Kaltonga als Außenminister und hatte dieses Amt bis zum 3. Dezember 2010. Nachdem Premierminister Sato Kilman und seine Regierung ein Misstrauensvotum verloren hatte, wurde Serge Vohor am 24. April 2011 zum Premierminister gewählt. In dessen vierter Regierung übernahm er abermals das Amt des Außenministers, während Pakoa Kaltonga Finanzminister und Patrick Crowby Innenminister wurde.
Nachdem Premierminister Moana Carcasses Kalosil am 15. Mai 2014 durch ein Misstrauensvotum mit 35 Stimmen gegen elf Stimmen gestürzt worden war, wurde Natuman am selben Tag vom Parlament mit 40 von 52 Stimmen zum neuen Premierminister gewählt. Seiner anschließend vorgestellten Regierung gehörten Sato Kilman als Außenminister und Charlot Salwai als Innenminister an, während Finanzminister Maki Simelum sein Amt beibehielt. Am 4. Juni 2015 entließ er Außenminister Sato Kilman und ernannte Kalvau Moli zu dessen Nachfolger. Am 11. Juni 2015 wurde er durch ein Misstrauensvotum mit 27 zu 25 Stimmen knapp gestürzt und Sato Kilman zum Premierminister gewählt, wobei sich dieser mit 28 zu 22 Stimmen gegen Ham Lini durchsetzen konnte.
In der am 11. Februar 2016 gebildeten Regierung von Premierminister Charlot Salwai wurde Natuman stellvertretender Premierminister sowie Minister für Tourismus, Handel, Gewerbe und Unternehmen.

## Veröffentlichungen
- Vanuatu's Sovereignty in Jeopardy, in: Howard Van Trease: "Melanesian politics: stael blong Vanuatu", 1995, ISBN 0-9583300-4-2